# ارمنی‌ها در امپراتوری عثمانی

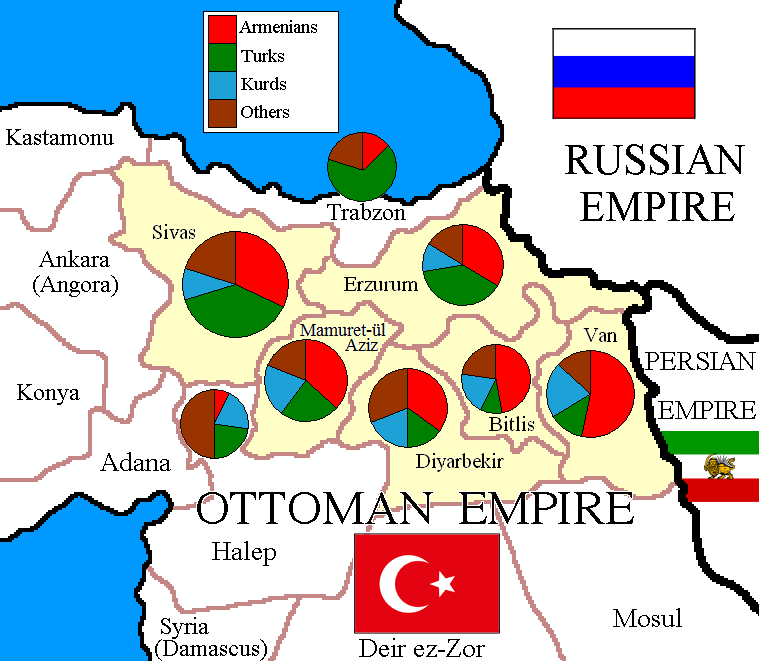
نقشه قومی از شش ولایت با توجه به داده‌های ارائه شده.

جمعیت استانبول در اوایل قرن نوزدهم یک میلیون نفر تخمین زده می‌شود که شامل پانصد هزار مردمان ترک، چهارصد هزار ارمنیان و یونانی و صد هزار اروپایی بوده‌است.
یونانی‌ها به دلیل عدم آشنایی با زبان ترکی عثمانی و فرهنگ محلی قادر نبودند بر جامعه تأثیر گذارند. در میان این اقوام، تنها ارمنیان بودند که به دلیل آشنایی کامل به زبان و فرهنگ ترکی علاوه بر تأثیرگذاری بر فرهنگ و اقتصاد منطقه توانسته بودند به درجات معتبر حکومتی، در سطوح بالا، دست یابند و نقشی مؤثر در ارکان حکومتی داشته باشند.
حکومت مرکزی، پاشاها (نمایندگان حکومتی) را به منظور ادارهٔ امور به ایالت‌های مختلف گسیل می‌داشت. در کنار هرکدام از این پاشاها یک ارمنی مسلط به امور مالی و اداری جمع‌آوری مالیات و نگهداری از حساب‌ها را بر عهده داشت. به این فرد امیر می‌گفتند. امیرها، که از مناطق مختلف و از میان مردم انتخاب می‌شدند، تسلط و قدرت فراوانی در منطقهٔ خود داشتند.
از جملهٔ این امیرها می‌توان از «امیر سِغبوس»، بازرگان معروف (۱۷۲۰م) یا «امیر شنورک»، که برای اولین بار در۱۷۹۰م مراکزی آموزشی در مناطق مختلف قسطنطنیه تأسیس کرد و آموزشگاه‌هایی را نیز برای دختران در نظر گرفت، نام برد.

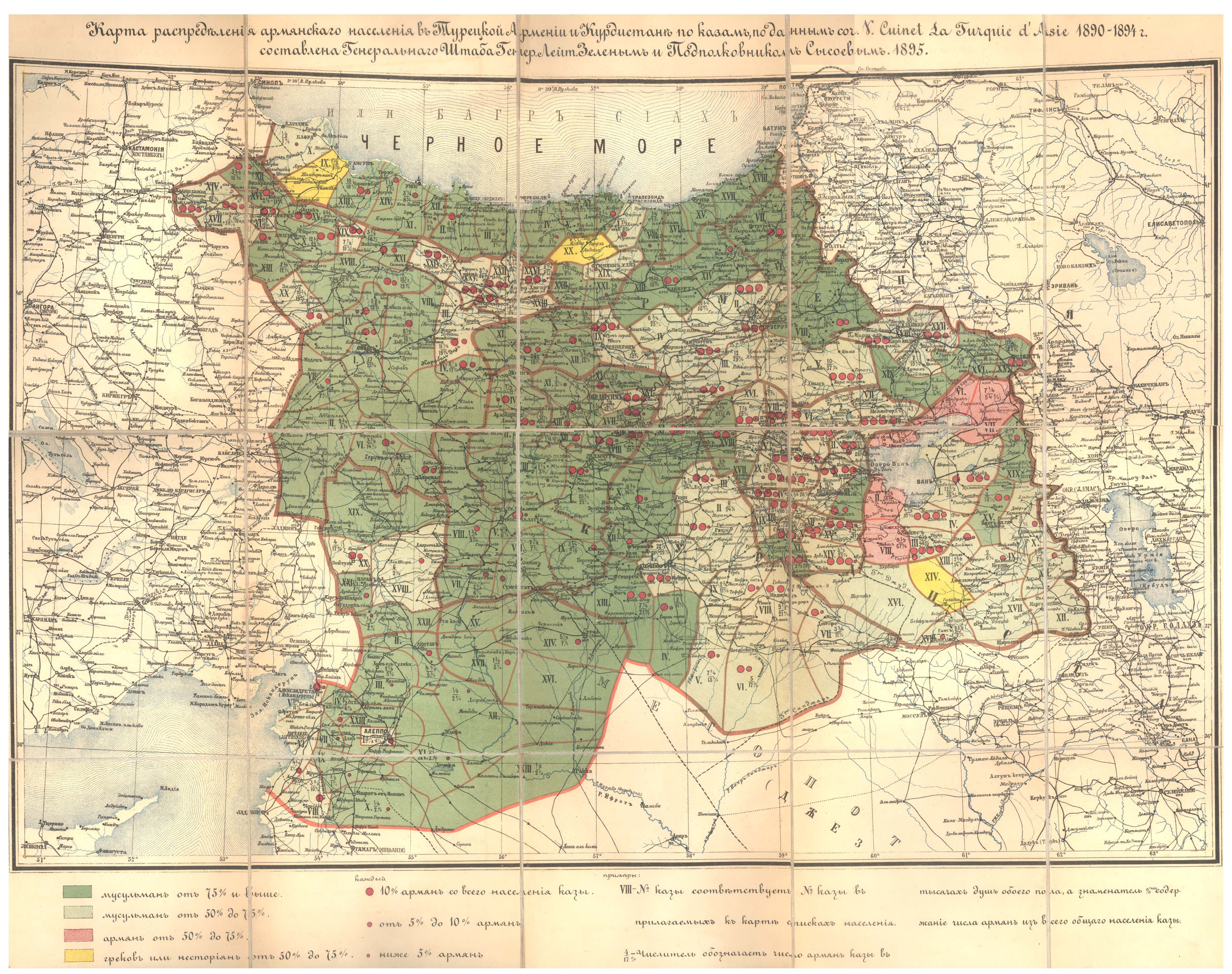

مسؤلیت خزانه اختصاصی دربار در عهد عثمانیان به‌طور کامل بر عهده ارمنیان بود. امور مالی حکومتی را نیز «امیر هوانس چلبی» و «امیر مگردیچ جزایریان» اداره می‌کردند.
امور خزانه نیز بر عهدهٔ «هاروطون پزچیان» بود که نزدیک به ده سال امور مربوط به ضرابخانه و ضرب سکه را با جدیت اداره می‌کرد. پزچیان در دوران خدمت خود خدماتی شایسته انجام داد که از جملهٔ آن‌ها ساخت مراکز علمی و مذهبی بود.
مدیریت و ادارهٔ دانشکدهٔ پزشکی سلطنتی به‌طور کامل در اختیار ارمنیان قرار داشت. از پزشکان معروف و اساتید آن زمان می‌توان از «نیکوقوس روسینیان»، «آندرانیک بیک کوچینیان» و «استپان پاشا اصلانیان» نام برد.
از دیگر تخصص‌های عمدهٔ ارمنیان در امپراتوری عثمانی کشاورزی، صنایع غذایی و همچنین صنایع دستی از جمله منبت کاری، صنایع نقره‌سازی و جواهرسازی بود. اولین دستگاه اطفای حریق در دربار عثمانی به دست نیکوقوس پاشا ساخته و نصب شد و مورد بهره‌برداری قرار گرفت. صنایع پرورش کرم ابریشم و تولید ابریشم طبیعی نیز در انحصار ارمنیان و متعلق به شخصی به نام «تورگومیان» بود.
واگذارکردن کلیهٔ امور مملکتی به ارمنیان چندان هم باب میل حکومت نبود اما چاره‌ای جز این هم نداشتند لذا حکومت به این فکر افتاد که در کنار هر وزیر ترک یک ارمنی را به کارگمارد تا ظاهر موضوع حفظ شود. پس از این تصمیم در کنار هر وزیر ترک امیری ارمنی ادارهٔ امور را در دست داشت. از جمله در کنار «رشاد پاشا»، «امیر کوچیکیان»، در کنار علی پاشا، «امیر هوسپ وارتان» و در کنار محمود پاشا، «آرتین پاشا تاتیان» ادارهٔ امور را برعهده داشتند.

## ارمنیان پایه‌گذار مطبوعات چاپی عثمانی
امیر ابراهیم ترزیان، در ۱۸۲۴م، اقدام به تأسیس چاپخانه کرد. او کتاب‌های چاپ شدهٔ خود را به منظور ترویج فرهنگ به صورت رایگان به اقصی نقاط مملکت و حتی روستاها ارسال می‌کرد.
ارمنیان برای ترک زبانان نشریات مختلفی را چاپ و منتشر ساختند از جمله نویسندهٔ معروف ارمنی، «هاکوپ بارونیا»، مجله‌ای به نام تئاتر و دکتر «هوترجیان» مجلهٔ پزشکی صحت را منتشر کردند. اغلب ناشران، مترجمان و حروفچینان آن دوره نیز از میان ارمنیان بودند.

## نظامیان ارمنی در ارتش عثمانی
در۱۷۹۲م، سلیم سوم ساخت مهمات برای انواع سلاح‌های جنگی را به «آراکل تاتیان» سپرد. امیر تاتیان برای اولین بار توپی چرخدار ساخت که سلطان سلیم را بسیار خوشحال کرد به‌طوری‌که امتیاز ساخت انواع سلاح و مهمات را به صورت انحصاری به آراکل تاتیان سپرد. سلاح‌ها و مهماتی که امیر تاتیان می‌ساخت با انواع تسلیحات انگلیسی و هلندی آن زمان قابل رقابت بود و پس از وی نیز ساخت سلاح به صورت ارثی در این خانواده ادامه یافت. سلطان سلیم به پاس خدمات امیر آراکل تاتیان طی فرمانی مخصوص او را به دادستانی ۴۸ روستا منصوب کرد.

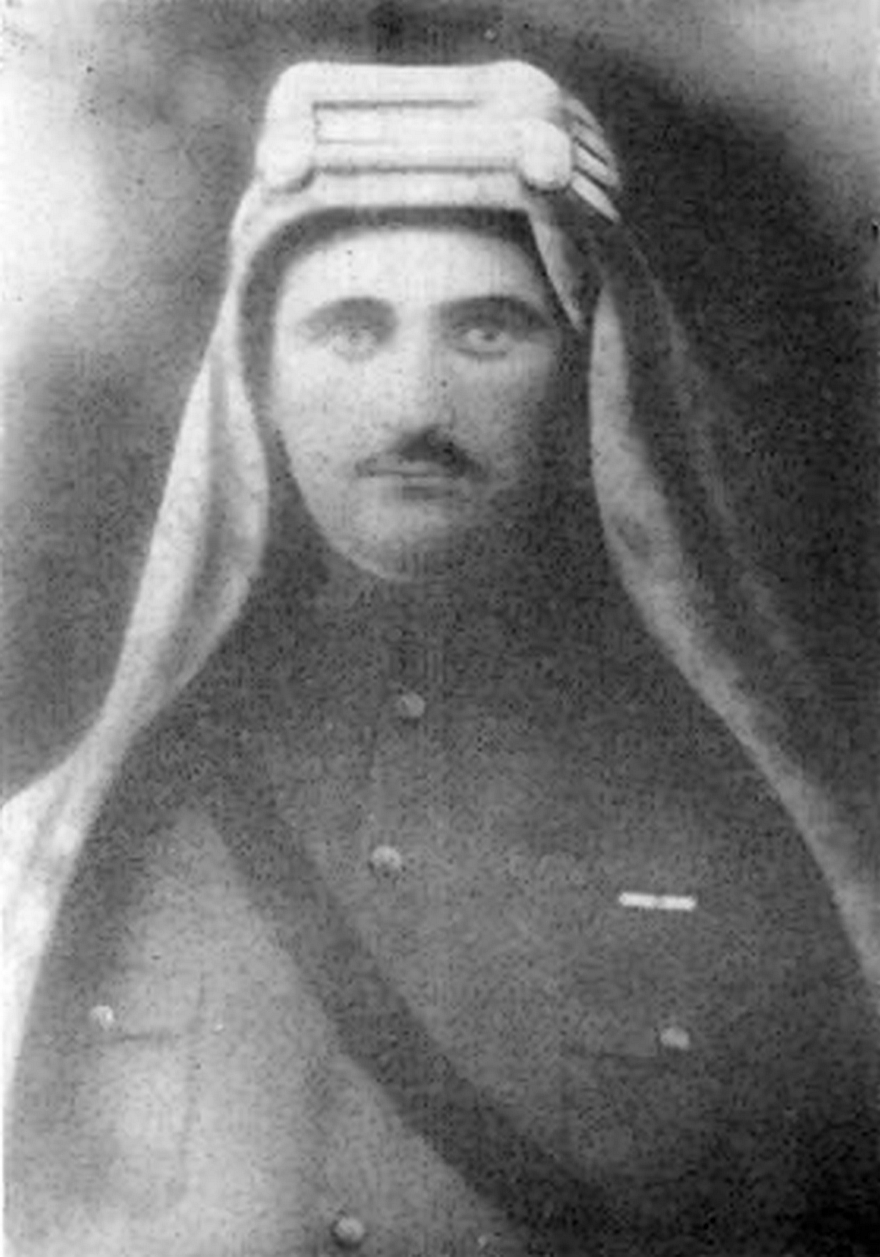
سرکیس طروسیان

مسؤلیت تهیه و تدارک نان سپاه در آن زمان به خانوادهٔ نورادنکیان سپرده شده بود.
در ۱۸۶۴م، مدرسه نظامی استانبول افتتاح شد. در این مدرسه تحصیل غیر مسلمانان ممنوع بود. با این حال پنج ارمنی به نام‌های «گابریل اکانیان»، «کاراپت باراقامیان»، «سیمون تاتیان»، «سیناریان» و «هویان» در این مدرسه پذیرفته شدند و با شایستگی کامل به درجات عالی نظامی رسیدند لیکن به دستور عبدالعزیز یکم به بالاتر از درجهٔ سرهنگی ارتقاء پیدا نکردند.

## نقش ارمنیان در معماری
امور مهندسی و نوسازی دربار عثمانی بر عهدهٔ «امیر جانیک سروریان» بود. ادارهٔ این امور پس از چندی به خانوادهٔ پالیان واگذار شد. کاخ دلمه باغچه از بناهای معروف استانبول ساختهٔ نیکوقوس از خاندان پالیان است.

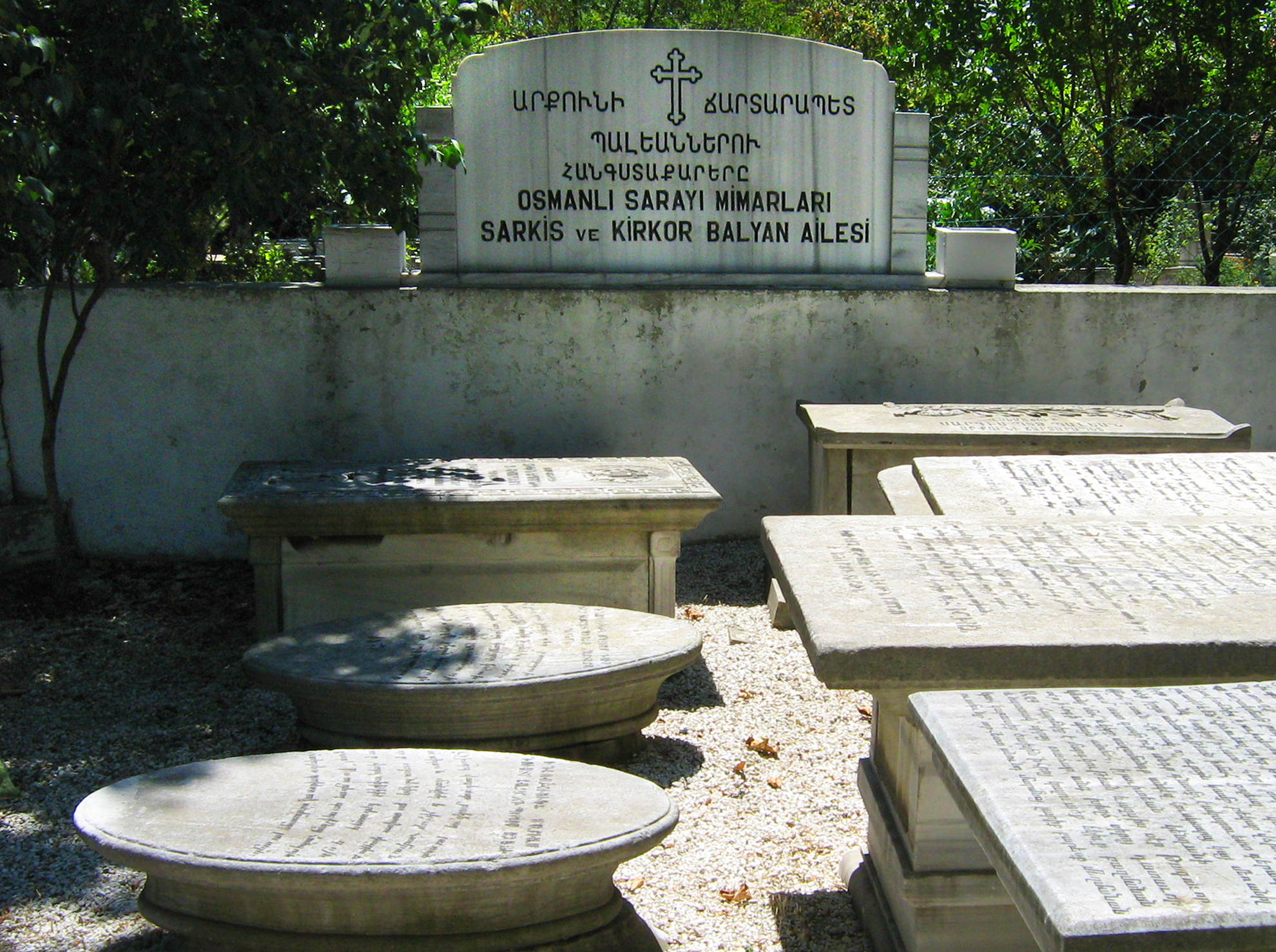
آرامگاه خانواده بالایان در استانبول (اسکودار)

در۱۸۶۱م، سلطان عزیز به جای سلطان مجید بر تخت سلطنت نشست. به فرمان او بناهایی متعدد از جمله قصرهای معروف دو سوی تنگه بسفر و پادگان‌های ارتش به دست خاندان پالیان ساخته شد. از دیگر بناهای معروف ساخته شده به دست این خانواده می‌توان بنای معروف گالاتاسرای، قصر سارنابورنوی و بندر و برج دویست متری اطفای حریق را نام برد.
اعضای خانوادهٔ بالیان که از خانواده‌های معروف ارمنی و از مهمترین معماران سلطنتی دربار پادشاهان عثمانی بوده‌اند.
آثار معماری کاراپِت آمیرا بالیان
- مسجد دُلماباحچه[۳۰]
- آرامگاه محمود دوم،[۳۱] در منطقهٔ چِمبِرلیتاش[۳۲]
- کاخ دلمه‌باغچه
- مدرسهٔ حاربیه[۳۳]
- پادگان سواره نظام کولهلی[۳۴] (دبیرستان نظامی کولهلی[۳۵] کنونی)، در منطقهٔ وانیکوی[۳۶]

آثار معماری گریکور آمیرا بالیان
- مسجد نُصرتیه،[۳۷] در منطقهٔ توپحانه[۳۸]
- پادگان سلیمیه،[۳۹] در منطقهٔ اسکودار[۴۰]

آثار معماری نیکوقوس بالیان
- قصر کوچوکسو[۴۱]
- در ورودی کاخ دلمه‌باغچه با کندهکاری‌های فوق‌العاده و تالار پذیرایی مجلل این قصر با چلچراغ عظیم و معروف آویزان در وسط آن
- قصر ایهلامور[۴۲]

آثار معماری سارکیس بالیان
- قصر بِیلَربِی[۴۳]
- ساختمان تسلیحات و بنای کلانتری منطقهٔ ماچکا[۴۴] (ساختمان کنونی دانشکدهٔ مدیریت دانشگاه فنی استانبول[۴۵] و ساختمان کنونی مدرسهٔ زبان‌های خارجی همان دانشگاه)
- مسجد سعدآباد،[۴۶] در منطقهٔ کائتحانه[۴۷]
- حاربیه،[۴۸] ساختمان وزارت دفاع دورهٔ عثمانی (ساختمان کنونی ریاست دانشگاه استانبول[۴۹])
- قصر چراغان[۵۰]

باید متذکر شد که قلعهٔ معروف بیاضیت، که جزو شاهکارهای برجسته و فراموش نشدنی استانبول محسوب می‌شود، نیز اثر «سِنهکِریم بالیان»، از قدیمی‌ترین اعضای خانوادهٔ بالیان، است.

## پایه‌گذاری تئاتر ارمنی زبان و ترک‌زبان در امپراتوری عثمانی
شمار بسیاری از جوانان ارمنی در پایتخت‌های اروپایی درس می‌خواندند و هنگام برگشت به ترکیه و ارمنستان غربی نوآوری‌های فرهنگی را با خود به همراه می‌آوردند. در زمرهٔ این نوآوری‌ها و هنرها یکی هم تئاتر بود.

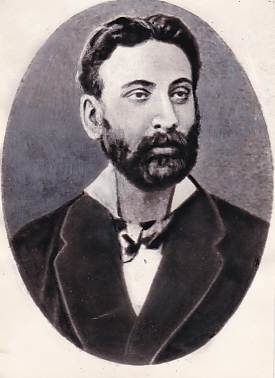
هاکوپ واردوویان معروف به گولو آگوپ بانی و پایه‌گذار تئاتر ترکیه بازیگر و کارگردان تئاتر متولد ۱۸۴۰م استانبول

تئاتر با شادی و اشتیاق از سوی ارمنیان مورد قبول و توجه واقع شد.
از ۱۸۵۹م در محلهٔ بِرا در قسطنطنیه سِراپیون حکیمیان، که در مدارس ارمنیان، به‌طور مرتب، تئاترها و نمایشهای گوناگون را اجرا می‌کرد، شروع به انتقال تئاتر از مدارس به صحنه‌های حرفهای کرد و نخستین تئاتر رسمی ارمنستان غربی را با نام تئاتر شرقی (آرِولیان تاترون) تأسیس کرد. با وجود آنکه عمر این تئاتر نسبتاً کوتاه بود موفقیت‌های بسیاری به ارمغان آورد.
در تئاتر شرقی حکیمیان بود که افزونبر به روی صحنه آوردن شماری از کارهای تئاتری، «هاکوپ واردوویان»، به منزلهٔ هنرمند مبتدی، به بازیگری پرداخت، شخصیتی که بعدها بانی و پایه‌گذار تئاتر ترکیه شد. پس از تعطیلی تئاتر شرقی، واردوویان به همراه شماری از افراد جوان و با گردهم آوردن آنان ساختمان سیرک گِتیک پاشا را اجاره و در ۱۸۶۷م آن را به محل نمایش تئاتر تبدیل کرد.
در مدت کوتاهی تئاتر واردوویان شهرت بسیاری یافت. وی همچنین نمایش‌های خیابانی سیاری در خارج از صحنهٔ تئاتر ترتیب داد که در حومهٔ قسطنطنیه، یعنی سکیوتار (اوسکودار)، گاتی گیوغ (کادی کوی) و بِرا نمایشهای گوناگونی را اجرا کردند.
پیش از ورود واردوویان هیچ‌کس نمایشی را به زبان ترکی به روی صحنه نبرده بود و نخستین بار در ۱۸۶۹م واردوویان نمایشنامهٔ سزار بورجیا را در صحن سالن گِتیکپاشا، به زبان ترکی، بر روی صحنه برد.

## آموزش و پزشکی در ارمنستان غربی
در زمینه آموزش و پرورش هم ارمنیان پیشرو بودند. «مهران آبکیان»، «رتیک سرایداریان» و «زکی کاراپتیان» در زمره متفکرانی بودندکه با چاپ کتاب‌های درسی نقشی مهم در گسترش فرهنگ و آموزش و پرورش ایفا کردند.
به فرمان عبدالحمید دوم، در کاخ گلحانه (گلخانه) اولین فرمان برای اصلاحات در حکومت عثمانی صادر شد. فرمان یاد شده با نام فرمان حط شریف یا تنظیمات معروف است. طرح‌های گستردهٔ مد نظر تنظیمات و کمبود پزشکان ترک موجب شد که عده‌ای از پزشکان ارمنی، که در دانشگاه‌های معتبر اروپایی تحصیل کرده بودند، به استخدام ارتش عثمانی درآیند.
در ۱۸۳۸م، در زمان سلطان محمود دوم و به همت پزشک ارمنی دربار، «مانوئل شاشیان»، دانشکدهٔ نظامی پزشکی ترکیه تأسیس شد. از ۱۸۴۱م، افراد غیر مسلمان نیز امکان تحصیل در دانشکدهٔ پزشکی نظامی امپراتوری را پیدا کردند. در این دانشکده، تعداد زیادی از پزشکان نظامی ارمنی تدریس می‌کردند. اتحادیهٔ پزشکان امپراتوری نیز به ابتکار این پزشکان تأسیس شد. گروهی از این پزشکان ارمنی به دلیل ارائهٔ خدمات باارزش و انساندوستانه به مقام‌های مهمی مانند پاشا و بیگ رسیدند.

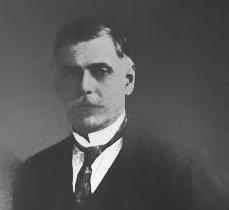
میهران دامادیان متولد ۱۸۶۳م استانبول مبارز ارمنی، فعال سیاسی، نویسنده و معلم بود

از جملهٔ این افراد می‌توان «گابریل پاشا سِوان» (۱۸۲۲–۱۹۰۰م)، اولین پزشک ارمنی در نیروی دریایی عثمانی؛ «آنتون پاشا نافیلیان»، «تیران پاشا پاپازیان»؛ نآرتین بیگ دوولتیان»؛ و «تیگران پاشا پاپازیان» را نام برد.
به غیر از پزشکان نظامی شمار بسیار زیادی داروساز و دامپزشک ارمنی نیز در قسمت‌های مختلف ارتش خدمت می‌کردند.
در قرن نوزدهم میلادی و خصوصاً، پس از تصویب قانون اساسی ملی، ارمنیان ارمنستان غربی اقدام به سازماندهی امور داخلی خود از جمله تحصیل و تدوین آیین‌نامهٔ مربوط به امور تحصیلی کردند. از آنجایی که موانع بسیار زیادی در این راه وجود داشت محقق ساختن این امر کاری توانفرسا بود که نیاز به همت و پشتکار فراوان داشت.
در این سده امپراتوری عثمانی اجازهٔ تأسیس مدارس را با کارشکنی و ایجاد موانع بسیار صادر می‌کرد. با وجود مشکلات فراوان و سختی کار از ۱۷۹۰م مدارس ارمنیان یکی پس از دیگری تأسیس شدند و شروع به فعالیت کردند. نخستین مدرسهٔ ارمنیان، در ۱۷۹۰م، در استانبول و با کمکهای مالی کلیسا و افراد خیر تأسیس شد و بالاخره در ۱۸۶۶م، در استانبول، ۶۴ مدرسه و مؤسسهٔ علمی خاص ارمنیان وجود داشت (۳۲ مدرسهٔ پسرانه و ۱۴ مدرسهٔ دخترانه). شمار شاگردان پسر ۴٬۷۰۰ نفر، شمار شاگردان دختر ۱٬۴۷۲ نفر و شمار معلمان ۱۴۲ نفر بود. از نیمهٔ دوم سده نوزدهم میلادی، ارمنیان اقدام به تأسیس مدارسی مختلط در تمام نقاط ارمنستان غربی و حتی روستاهای دورافتاده کردند.
مطابق آمار ارائه شده از طرف هیئت آموزشی مرکزی، در سال‌های ۱۹۰۱ و ۱۹۰۲م، در سراسر امپراتوری عثمانی، ۸۰۳ مدرسه با ۸۱٬۲۰۸ دانش آموز و ۲٬۰۸۸ معلم فعال بوده‌اند که از این تعداد ۴۴۱ مدرسه با ۲۹٬۳۷۱ شاگرد پسر، ۷٬۷۷۲ شاگرد دختر و ۹۲۱ معلم در ارمنستان غربی قرار داشتند. لازم است ذکر شود که این آمار تنها مربوط به مؤسسات علمی وابسته به کلیسای حواری ارمنستان است و پیروان کلیساهای دیگر را شامل نمی‌شود.
مدارس خصوصی و مدارسی با زبان‌های خارجی نیز وجود داشته‌اند که در این آمار لحاظ نشده‌اند. در آمار فوق، همچنین، هیچ اشارهای به مدارس تأسیس شده در محله‌های مختلف قسطنطنیه نشده‌است.
به‌طور خلاصه، می‌توان گفت که تا شروع جنگ جهانی اول حدود ۱٬۹۹۶ مدرسهٔ ارمنی زبان با ۱۷۳٬۰۲۲ نفر شاگرد در امپراتوری عثمانی فعال بوده‌اند و فقط در ارمنستان غربی ۱٬۲۵۱ مدرسه و مؤسسهٔ علمی و حدود ۷٬۶۵۴۸ دانش‌آموز وجود داشته‌است.

## موسیقی در ارمنستان غربی

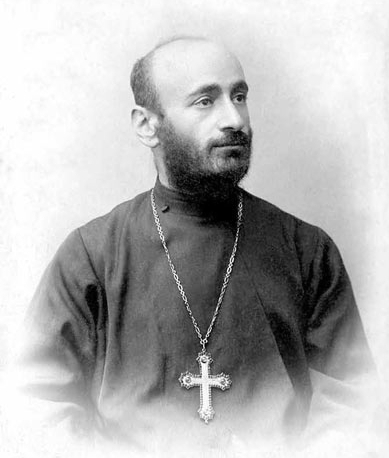
کومیتاس وارداپت

در زمینه موسیقی، نقش ارمنیان در میان خوانندگان ترانه‌های مردمی به زبان ترکی (عاشق لر) چشمگیر بود. آنان با ساخت و تنظیم ترانه‌های معروف محلی در گسترش این هنر خاص تأثیرگذار بوده‌اند. از جملهٔ این عاشق‌ها می‌توان از «هاکوپ نالیان»، «مانوئل چبوخچیان» و «بابا هاکوبجیان» نام برد.
در اوایل سده نوزدهم میلادی موسیقی در ارمنستان غربی و کل امپراتوری عثمانی در قبضهٔ خوانندگان و نوازندگان دوره‌گرد بود. آن‌ها آهنگ‌ها و نواهای منتقل شده از نسل‌های پیش را، که به صورت شفاهی در بین مردم مرسوم شده بود، حفظ و اجرا می‌کردند. در آن زمان، امپراتوری عثمانی کلاً فاقد هنر موسیقی به صورت کنسرواتوار و هنرستان یا گروه‌هایی منظم دارای آیین‌نامه و اساسنامه بود.
اولین گروه‌های موسیقی در ارمنستان غربی، در قرن نوزدهم میلادی، به دست «کاراپت پاپازیان»، رهبر ارکستر، آهنگساز و ترانه‌سرای معروف ارمنی، تشکیل شد. پاپازیان تحصیلات خود را در ایتالیا گذرانده و آمادگی و مهارت کافی را برای رهبری ارکستر سمفونیک و ارکسترهای مجلسی کسب کرده بود. او اولین گروه‌های موسیقی، مخصوصاً، موسیقی تئاتر و نمایشنامه‌های موزیکال را در ارمنستان غربی پایه نهاد. پاپازیان رفته رفته به چنان معروفیتی دست یافت که کشورهای مختلف اروپایی از او برای رهبری ارکسترهای بزرگ دعوت به همکاری می‌کردند.
اولین نشریه از این نوع کنار آرِولیان (چنگ شرقی) نام داشت که در ۱۸۵۸م منتشر شد. از آنجایی که این نشریه اولین نشریهٔ تخصصی در زمینهٔ موسیقی، در امپراتوری عثمانی، بود از اهمیت خاصی برخوردار است. این نشریه با نت‌های مرسوم در اروپا انتشار می‌یافت. در ۱۸۶۱م، نشریه دیگری با نام کنار هایکاکان(چنگ ارمنی) منتشر و منجر به تشکیل گروهی به همین نام شد.
موسیقی دان بزرگ دیگری به نام نیکوقوس تاشچیان با کمک برادر خود، «هاکوپ تاشچیان»، در ۱۸۷۵م، نشریه‌ای به نام نواگ عثمانیان (ترانه‌های عثمانی) منتشر کرد. تاشچیان در ادامهٔ فعالیت خود به تعلیم و ترویج موسیقی محلی و شرقی از طریق آموزش پیانو و سایر آلات موسیقی اروپایی پرداخت.
اولین اُپرت‌ها، اپراها و تئاترهای موزیکال در قسطنطنیه به دست ارمنیان تأسیس شدند.
در ارمنستان غربی به غیر از موسیقیدانان و رهبران بزرگی که به فعالیت‌های موسیقایی مشغول بودند اشخاص بسیاری نیز وجود داشتند که به کار ساخت آلات مختلف موسیقی می‌پرداختند. از استادان معروف در این زمینه می‌توان به «کِروبه زیلچیان» (۱۸۳۰–۱۹۱۰م) اشاره کرد که در ساخت سنج استاد بود و کارخانهٔ مخصوصی برای این منظور تأسیس کرده بود.